# Museo del tartufo (San Giovanni d'Asso)
Il primo museo italiano dedicato al tartufo si trova a San Giovanni d'Asso, in provincia di Siena ed è più precisamente definito come Museo e Centro didattico del Tartufo e delle erbe spontanee: si estende nei sotterranei del Castello o Rocca del paese, occupando duecentocinquanta metri quadrati di area ad esso disposta e divisa in quattro principali sezioni espositive, che terminano con il centro di documentazione aggiornato alle conoscenze del museo.

## Percorso espositivo
- Il primo tema che il museo affronta è il Mistero del tartufo, nutrito di stregoneria, scienza ed erotismo: leggende ne narrano il ruolo sia come cibo per le streghe, sia come alimento afrodisiaco, mentre ne fanno risalire la nascita alla caduta di un fulmine nel terreno; nella storia termini scientifici ne definiscono la natura e ancora opere teatrali lo collegano al concetto della doppiezza.
- Una prima esperienza sensoriale la si trova nella sezione denominata Il tartufo e i sensi, in cui si richiamano il tatto per la forma, l'udito nei passi del cane che ne guida la ricerca, il gusto nella proposta di alcuni piccoli assaggi, e l'olfatto, immergendosi nel suo profumo accompagnato da altri odori naturali, mettendo alla prova le nostre capacità olfattive.
- Una sezione a parte è dedicata alla vista, il Viaggio al centro del tartufo: una sua riproduzione a grandezza umana accoglie il visitatore che, accompagnato da una voce narrante, viene circondato di contributi multimediali dedicati all'habitat naturale e all'attività di ricerca del tubero con i suoi protagonisti, i tartufai e i loro cani.
- Nell'ultimo nucleo espositivo ci si occupa dell'importante varietà di lavorazione del tartufo nell'arte culinaria italiana: due tavole, imbandite diversamente secondo cultura contadina e alto-borghese, vengono accompagnate da video multimediali che percorrono l'uso del prodotto dalla ricerca, alla conservazione, con maggiore attenzione ai materiali d'imballaggio, e al suo impiego in cucina.
- Nel 2007, per sottolineare la stretta relazione tra le erbe ed il tartufo, è stato inaugurato un erbario composto da esemplari selvatici da sempre utilizzati sia in cucina che in medicina:  tre tipologie diverse di piante sono distribuite in quattro teche in vetro, per un totale di dodici diverse varietà.

## Locali
L'ingresso del museo è ornato da frammenti pittorici estesi sia sulle pareti, sia lungo la sua volta: elementi ricorrenti sono la pelliccia di scoiattolo ed i motivi eseguito con il ricorso al racemo in verde ed ai fiori stilizzati in rosso. Nelle sale che ospitano i nuclei espositivi invece, sono conservati resti pittorici di medaglioni quadrilobati in verde e rosso, oltre a motivi vegetali stilizzati, alternati con affreschi di uccelli neri.